# Krzywaniec (potok)
Krzywaniec (Krzywaniec Górecki) – potok, lewobrzeżny dopływ Brennicy o długości ok. 4,35 km. Płynie na Pogórzu Cieszyńskim u podnóży Beskidu Śląskiego w widłach Wisły i Brennicy.
Źródła Krzywańca znajdują się na wysokości ok. 500 m n.p.m., na północno-wschodnich zboczach góry Żar. Korytem jego źródłowego cieku biegnie granica między Górkami Małymi (gminą Brenna) a Lipowcem (miasto Ustroń). Spływa, generalnie w kierunku północnym, licznymi zakolami przez Górki Małe, gdzie na wysokości ok. 333 m n.p.m. w osiedlu Łączka przyjmuje z lewej swój największy dopływ, strugę spływającą z północnych podnóży Żaru, już z terenu Lipowca. Uchodzi do Brennicy na wysokości ok. 317 m n.p.m., ok. 300 m poniżej "nowego" mostu na Brennicy w Górkach Wielkich, na wysokości wzgórza Bucze.